# Гутник (лунный кратер)
Кратер Гутник (лат. Guthnick) — небольшой сравнительно молодой ударный кратер в южном полушарии обратной стороны Луны. Название присвоено в честь немецкого астронома Пауля Гутника (1879 −1947) и утверждено Международным астрономическим союзом в 1970 г. Образование кратера относится к коперниковскому периоду.

## Описание кратера

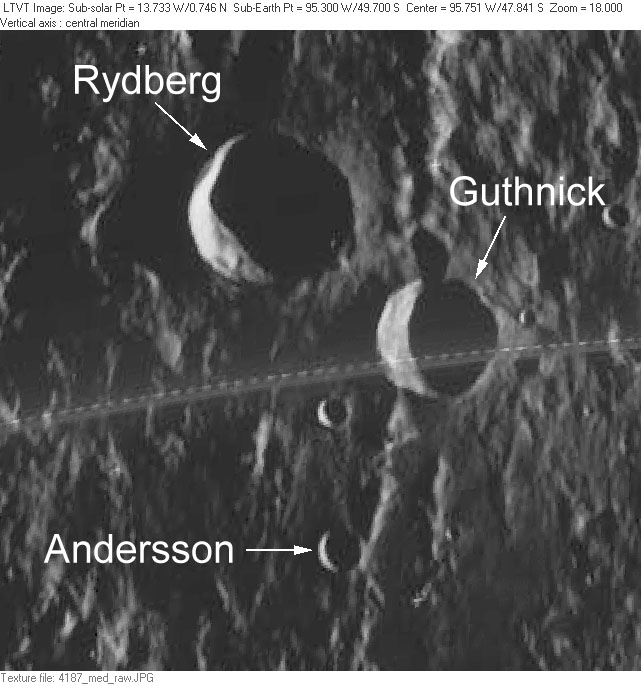
Окрестности кратера Гутник. Снимок Lunar Orbiter - IV.

Кратер расположен в южной части огромного выброса пород, окружающего Море Восточное. Ближайшими соседями кратера являются кратер Ридберг на северо-западе, кратер Каталан на востоке-северо-востоке и кратер Андерссон на юге-юго-западе. На севере от кратера располагаются горы Кордильеры. Селенографические координаты центра кратера 47°46′ ю. ш. 94°02′ з. д. / 47,76° ю. ш. 94,04° з. д., диаметр 37 км, глубина 2,1 км.
Кратер имеет полигональную форму, практически не разрушен. Вал кратера с острой кромкой, высота вала над окружающей местностью составляет 990 м. Внутренний склон широкий, до половины радиуса кратера, с значительными осыпями у подножья. Дно чаши кратера сравнительно неровное, с множеством небольших холмов. Объем кратера составляет приблизительно 940 км³.
Несмотря на расположение на обратной стороне Луны при благоприятной либрации и хороших условиях освещения кратер доступен для наблюдения с Земли.

## Сателлитные кратеры
Отсутствуют.